# کره‌سیاه تلخ
کره‌سیاه تلخ، روستایی از توابع بخش مرکزی شهرستان بهبهان در استان خوزستان ایران است.

## جمعیت
این روستا در دهستان دودانگه قرار دارد و براساس سرشماری مرکز آمار ایران در سال ۱۳۸۵، جمعیت آن ۱۰۷۹ نفر (۱۶۲خانوار) بوده‌است.